# Теракт у станции метро «Рижская»
Теракт у станции метро «Рижская» Калужско-Рижской линии Московского метрополитена, в результате которого погибло 10 человек (включая исполнительницу и организатора), а более 50 получили ранения, был совершён террористкой-смертницей 31 августа 2004 года.

## Теракт
31 августа 2004 года примерно в 20:15 у входа на станцию метро «Рижская» произошёл взрыв. По словам очевидцев, взрывное устройство привела в действие террористка-смертница. Она направлялась ко входу в метро, но увидев, что в вестибюле дежурят сотрудники милиции и проводят выборочный досмотр входящих, развернулась и совершила самоподрыв. Жертвами взрыва стали 10 человек, из которых 7, включая исполнительницу теракта, погибли на месте, а остальные — в медицинских учреждениях (в том числе и организатор теракта Николай Кипкеев, который сопровождал смертницу). Ранения получили 51 человек; в их числе был один гражданин Узбекистана и один гражданин Кубы. От взрыва загорелось два стоявших у метро автомобиля, из-за чего в первые минуты после происшествия озвучивалась ошибочная версия, согласно которой бомба была заложена в одной из машин. Взрывной волной выбило стёкла в окнах вестибюля станции «Рижская» и находившегося по соседству универмага «Крестовский». Мощность взрывного устройства оценивалась примерно в 1 кг в тротиловом эквиваленте, оно было начинено металлическими поражающими элементами. Существует предположение, что основной удар от взрыва пришёлся в стену универмага «Крестовский», что позволило избежать большего количества жертв.
Через полчаса после взрыва был потушен возникший в результате него пожар. Станция метро «Рижская» была закрыта на вход и выход, перекрыто движение по проспекту Мира для всех автомобилей, кроме машин оперативных служб и скорой помощи. Место взрыва было оцеплено сотрудниками милиции и обследовалось оперативно-следственной группой и взрывотехниками ФСБ. К десяти часам вечера на место происшествия прибыли мэр Москвы Юрий Лужков, прокурор Москвы Анатолий Зуев и начальник столичного ГУВД Владимир Пронин, возглавивший созданный на месте оперативный штаб. В правительстве Москвы была открыта горячая линия, а также линия психологической помощи для пострадавших и родственников погибших. Утром следующего дня, 1 сентября, после ликвидации последствий взрыва, станция «Рижская» заработала в штатном режиме, а движение по проспекту Мира было восстановлено.
В дни после теракта в Москве были усилены меры безопасности. В местах массового скопления людей, в особенности на транспортных объектах, были выставлены дополнительные наряды милиции, включая кинологов.

## Расследование
31 августа 2004 года по факту взрыва прокуратурой Москвы было возбуждено уголовное дело по статьям УК РФ 105 (убийство) и 205 (террористический акт). Было установлено, что взрыв осуществила террористка-смертница. Исполнительницей теракта считали уроженку Чеченской Республики Розу Нагаеву, младшую сестру Аминат Нагаевой, взорвавшей себя 24 августа 2004 года в самолёте Ту-134, но после проведения молекулярно-генетической экспертизы эта версия не подтвердилась. Впоследствии выяснилось, что Нагаева была убита через несколько дней после взрыва у «Рижской», во время штурма захваченной террористами школы в Беслане 3 сентября 2004 года. Спецслужбы также подозревали, что смертницей могла быть без вести пропавшая Мадина Кочкарова, сожительница организатора теракта Кипкеева, однако последняя оказалась жива и была задержана в ходе спецоперации в Нальчике в феврале 2005 года. После ареста в мае того же года террориста Тамбия Хубиева сыщикам стало известно, что террористка-смертница, взорвавшая бомбу у метро «Рижская», была вдовой Идриса Глоова — одного из организаторов взрыва в московском метро в феврале 2004 года, убитого в Ставропольском крае через месяц после теракта.
Поначалу ответственность за теракт взяла на себя египетская радикальная исламистская группировка «Бригады Исламбули», заявившая, что взрыв являлся местью за мусульман Чечни, но впоследствии причастность этой группировки к теракту не подтвердилась. 17 сентября 2004 года один из лидеров чеченских боевиков Шамиль Басаев объявил, что теракт у метро «Рижская» был организован по его приказу.
Спецслужбам удалось выйти на след организаторов взрыва у метро «Рижская» после опознания трупа Николая Кипкеева — амира Карачаевского джамаата, руководившего подготовкой теракта. Получив при самоподрыве смертницы тяжёлые ранения, Кипкеев умер в НИИ Склифосовского через несколько часов. Во время подготовки теракта он пользовался поддельным паспортом на имя уроженца Грузии Николая Самыгина с пропиской в подмосковном Клину. Так как никто из родственников не забрал тело Самыгина для погребения, следователи прокуратуры должны были снять у трупа отпечатки пальцев. После дактилоскопической экспертизы им удалось установить, что погибший был не кем иным, как давно находившимся в розыске участником НВФ, входившим в ближний круг террориста Ачимеза Гочияева.
Когда оперативники нашли на месте взрыва мобильный телефон Кипкеева, из распечаток его телефонных разговоров им стало известно, что незадолго до теракта он связывался с уроженцем Кабардино-Балкарии Муратом Шаваевым — сотрудником Федеральной службы судебных приставов при Министерстве юстиции России. За годы работы в ведомстве Шаваев дослужился до звания полковника и имел чин старшего советника юстиции. В ходе расследования было установлено, что в конце августа 2004 года Кипкеев несколько дней проживал в одной квартире с Шаваевым. 14 декабря 2004 года судебный пристав был задержан, однако в конце месяца Шаваева освободили, потому что следователям прокуратуры тогда не удалось найти убедительных доказательств его причастности к теракту.
Изучение круга общения Николая Кипкеева также позволило оперативникам вычислить организаторов серии взрывов на автобусных остановках в Воронеже, которые произошли в 2004—2005 годах. Одним из этих террористов оказался русский ваххабит Максим Панарьин («Муслим») — участник Карачаевского джамаата, поселившийся в Воронеже в 2003 году. В феврале 2004 года он по приказу своего командира Идриса Глоова, приехавшего в Воронеж из Москвы после проведения теракта в вагоне московского метро, организовал взрыв на городской автобусной остановке. В июле того же года Панарьин по указанию Николая Кипкеева подготовил два аналогичных теракта. После этого Максим Панарьин выехал в Москву, чтобы принять участие в изготовлении бомбы, взорванной смертницей возле станции метро «Рижская». Затем он вернулся обратно в Воронеж. Сотрудники спецслужб начали слежку за Панарьиным, надеясь выявить остальных членов его террористической группы. Когда в мае 2005 года поступили данные, что Максим Панарьин собирается устроить взрыв во время празднования Дня Победы, было принято решение задержать террориста. 8 мая 2005 года Панарьина арестовали в одном из воронежских интернет-салонов, которые он посещал, чтобы выходить на связь со своими сообщниками.
В том же мае 2005 года в Московской области был арестован карачаевский террорист Тамбий Хубиев (исламское имя — «Абду-Салям»), а в Нальчике — судебный пристав Мурат Шаваев, который ранее уже проходил подозреваемым по делу о теракте возле станции метро «Рижская». Хубиев, изучавший минно-взрывное дело в учебном центре Хаттаба «Кавказ», рассказал на допросах, что Шаваев доставлял в Москву компоненты СВУ не только перед взрывом у «Рижской», но и в ходе подготовки к теракту у метро «Автозаводская» в феврале 2004 года, а в последнем случае также помогал конструировать бомбу, взорванную террористом-смертником Анзором Ижаевым. Тамбий Хубиев сознался в том, что изготовил взрывные устройства для обоих терактов (в августе 2004 года бомбу для теракта он собирал вместе с Панарьиным и Кипкеевым). Кроме того, согласно Управлению ФСБ по Краснодарскому краю, куда Хубиев был этапирован после своего ареста, Тамбий нёс ответственность за подрывы автобусных остановок в Краснодаре 25 августа 2003 года. По признанию Хубиева, эти взрывы являлись лишь отвлекающим манёвром и должны были побудить спецслужбы перебросить в Краснодар часть сил из Кабардино-Балкарии. Тем самым террористы рассчитывали дать Шамилю Басаеву, блокированному в тот день в одном из частных домов города Баксан, возможность вырваться из окружения и беспрепятственно покинуть территорию республики.
В июне 2005 года Генеральная прокуратура объединила уголовные дела Хубиева, Шаваева и Панарьина в одно производство, так как все трое обвиняемых были участниками одной и той же террористической группировки.

## Судебные процессы

### Суд над террористами
Арестованные участники Карачаевского джамаата обвинялись в терроризме, бандитизме, убийстве, незаконном приобретении оружия и изготовлении бомб. Вдобавок Максиму Панарьину и Тамбию Хубиеву инкриминировали участие в незаконных вооружённых формированиях и подделку документов. Хубиев получил отдельное обвинение в вооружённом мятеже, организации взрывов в вагоне поезда Замоскворецкой линии метро и у станции метро «Рижская» в Москве и подрывах автобусных остановок в Краснодаре. Панарьин, по данным следственной группы, участвовал в подготовке теракта у метро «Рижская» и серии взрывов на остановках автобусов в Воронеже. Шаваев обвинялся в том, что содействовал Тамбию Хубиеву и Максиму Панарьину в организации московских терактов: пользуясь служебным положением, он ввозил в столицу компоненты взрывных устройств. Уголовное дело против террористов строилось на признательных показаниях Хубиева и Панарьина; Мурат Шаваев наотрез отказался признавать свою вину.
До начала суда Хубиев, Шаваев и Панарьин содержались в Лефортовской тюрьме. Во время пребывания в Лефортово Максим Панарьин некоторое время сидел в одной камере с мошенником Григорием Грабовым, возглавлявшим собственную секту. Грабовой предложил террористу тоже стать её членом, но получил отказ.
Судебные заседания по делу о серии взрывов в Москве, Воронеже и Краснодаре проходили в Московском городском суде с 7 ноября 2006 года по 2 февраля 2007 года. Уголовное дело рассматривалось в закрытом режиме, поскольку некоторые его материалы были засекречены. На предварительных слушаниях в конце октября 2006 года бывший пристав Шаваев поначалу намеревался ходатайствовать о рассмотрении дела судом присяжных. Позднее он отказался от этой идеи и вместе с Панарьиным и Хубиевым просил передать судебное разбирательство в ведение профессионального судьи. Председателем процесса над террористами стал судья Владимир Усов, а доказательство их виновности было возложено на гособвинителя Александра Кублякова.
В конце декабря 2006 года, выступая на прениях с адвокатами террористов, государственный обвинитель настаивал на пожизненных сроках для Хубиева, Панарьина и Шаваева, потому что после введённого Конституционным судом моратория им нельзя было назначить смертную казнь. В ответ адвокат Тамбия Хубиева попросил судью смягчить наказание для его подзащитного, так как после ареста Хубиев охотно давал показания, идя на сотрудничество со следствием, а также полностью признал свою вину во вменяемых ему преступлениях. Максим Панарьин согласился на частичное признание вины, взяв на себя ответственность за нарушение четырёх статей Уголовного кодекса, и вместе со своим адвокатом пожелал, чтобы его оправдали по всем остальным. Мурат Шаваев настаивал на своей непричастности к терактам, требуя снять с него все обвинения.
На заключительном перед вынесением приговора заседании Мосгорсуда, прошедшем 9 января 2007 года, обвиняемые получили возможность выступить перед пострадавшими в терактах людьми. Хубиев обратился с соболезнованиями к семьям погибших и заявил о раскаянии в содеянном, добавив, что после теракта в Беслане ему удалось осознать «всю пагубность терроризма». Панарьин в свою очередь подчеркнул, что изготавливал бомбы лишь вынужденно, а не по собственной воле. На предварительном следствии он говорил, что сообщники принудили его участвовать в подготовке взрывов, угрожая расправой над семьёй Панарьина в случае его отказа повиноваться. В январе 2007 года Максим Панарьин начал утверждать, что стать террористом его вынудила нехватка средств к существованию: он не смог найти работу в Москве, и поэтому, чтобы заработать денег, решил собрать взорванную у метро «Рижская» бомбу. После этих слов родственники жертв теракта набросились на подсудимых, попытавшись избить их прямо во время заседания.

#### Приговор
2 февраля 2007 года судья Владимир Усов вынес приговор террористам: все трое обвиняемых должны были провести оставшуюся жизнь в колонии особого режима. Хубиев и Шаваев, организовавшие взрывы в вагоне поезда Замоскворецкой линии метро и у станции метро «Рижская», оба получили два пожизненных срока — по одному за каждый из этих терактов. Панарьин был приговорён к пожизненному лишению свободы за подготовку теракта у метро «Рижская». Вдобавок к пожизненным срокам Шаваева приговорили ещё к 100, Хубиева — к 150, а Панарьина — к 200 годам тюремного заключения по остальным статьям обвинения. Кроме того, по приговору суда террористы должны были выплатить пострадавшим в теракте свыше 7 миллионов рублей в качестве компенсации морального вреда (изначальная сумма, которую требовали 12 потерпевших, составляла 36 миллионов 200 тысяч рублей).

#### Обжалование приговора, новые судебные разбирательства
Осуждённые террористы посчитали вынесенный им приговор слишком суровым и через своих адвокатов подали кассационные жалобы в Верховный суд, стремясь добиться либо полной отмены приговора, либо смягчения наказания. Шаваев полагал, что его виновность в суде доказана не была, а Хубиев был не согласен с тем, что в составе организованной преступной группы он совершил убийство «с особой жестокостью», и просил убрать эту формулировку из приговора. Панарьин указывал на своё содействие в расследовании терактов и наличие у него малолетнего ребёнка как на достаточные основания для смягчения меры наказания. В конце августа 2007 года сотрудники Верховного суда отказали террористам в обжаловании приговора, оставив вердикт судьи Усова практически без изменений: из его текста была исключена лишь статья 327 («Подделка документов»), так как на момент вынесения приговора срок давности по этому преступлению уже истёк.
Не добившись пересмотра приговора в Верховном суде, адвокаты террористов объявили о намерении составить иск в Европейский суд по правам человека. В 2010 году жалобу в Страсбург направила правозащитная организация «Правовая инициатива». По мнению её сотрудников, при рассмотрении гражданского иска к Мурату Шаваеву о возмещении морального вреда была нарушена статья 6 Европейской конвенции по защите прав человека («Право на справедливое судебное разбирательство»), так как ни Шаваеву, ни его адвокату не дали присутствовать на судебном заседании. В июле 2016 года ЕСПЧ посчитал жалобу обоснованной и постановил выплатить Мурату 1500 евро в качестве компенсации.
В 2016—2017 годах Тамбий Хубиев и Максим Панарьин были осуждены Шатойским районным судом за нападение на псковских десантников во время боя у высоты 776 в феврале — марте 2000 года. Обоих террористов приговорили к 13 годам лишения свободы, однако с учётом ранее совершённых ими преступлений мера наказания была заменена на пожизненное заключение в колонии особого режима. В августе 2022 года Веденский районный суд приговорил Панарьина к пожизненному заключению за участие в нападении на колонну пермского ОМОНа у Джани-Ведено 29 марта 2000 года.

## Последствия
Вследствие произошедших в 2004 году терактов в Московском метрополитене были усилены меры безопасности: в рамках новой антитеррористической программы начали работу Ситуационный центр Московского метрополитена и Ситуационный центр УВД на Московском метрополитене, а также была запущена централизованная система видеонаблюдения и установлены датчики токсичных веществ.

### Комментарии
1. ↑  В серии статей Я. Таньковой «Почему русские становятся исламскими террористами» в интересах суда находившиеся под следствием Тамбий Хубиев, Мурат Шаваев и Максим Панарьин были указаны как «Анатолий Хопиев», «Мурат Шатеев» и «Иван Манарьин».